# هوهنشتدت
هوهنشتدت (به آلمانی: Höhnstedt) یک منطقهٔ مسکونی در آلمان است که در Salzatal واقع شده‌است. هوهنشتدت  ۱٬۵۸۴ نفر جمعیت دارد.